# Mignon Nevada
Mignon Nevada, née Mignon Mathilde Marie Palmer le 14 août 1886 dans le 17e arrondissement de Paris et morte le 25 juin 1971 à Long Melford, est une chanteuse d'opéra britannique, soprano. Elle est la fille de la soprano américaine Emma Nevada.
Elle apparaît sur presque toutes les plus grandes scènes lyriques : Teatro Costanzi de Rome, Scala de Milan, Teatro della Pergola de Florence, Covent Garden de Londres, Opéra-Comique de Paris, en Belgique, en Espagne, au Portugal, Deauville, Nice.
Quatre rôles sont notables dans son répertoire : Marguerite de Faust, Desdémone d'Otello, la tendre Madame Butterfly, Mimi de la Vie de Bohème.

## Carrière
Née à Paris, elle est la fille de la soprano américaine Emma Nevada qui vit à Paris lorsqu'elle met au monde sa fille et triomphe, à cette époque, dans Mignon, elle donne le nom de l’héroïne à son enfant. Son compositeur Ambroise Thomas est son parrain. Sa marraine est Mathilde Marchesi, la professeure de chant de sa mère ; on ajoute le prénom de Mathilde au premier.
Sa voix est légère et agile, et sa mère l’entraîne à devenir soprano coloratura, bien que Sir Thomas Beecham pense que c’est une erreur, qu’elle aurait dû être mezzo-soprano à la place,,.
Elle fait ses débuts au Teatro Costanzi à Rome, où elle interprète en février 1908, le personnage de Rosine dans Le Barbier de Séville de Rossini. Le journal américain du New York Times rapporte « Adelina Patti et Mary Garden, amies de sa mère, firent le voyage uniquement pour assister à ses débuts ». Sa performance est considérée comme si remarquable qu'elle est engagée pour huit représentations en plus de ses quatre spectacles prévus,.
Au Teatro Nacional de São Carlos de Lisbonne, elle chante encore le Barbier et pour la première fois Rigoletto. Comme à Rome, elle doit donner seize représentations au lieu de six. Puis commencent les engagements sur les plus grandes scènes de l'Europe : au Teatro della Pergola de Florence, au Théâtre Royal d'Anvers, avec Mattia Battistini, au Théâtre des Champs-Elysées, où elle interprète Rosine et Lucie en alternant avec Maria Barrientos.
En octobre 1910, elle chante le rôle d'Ophélie dans Hamlet d'Ambroise Thomas avec la compagnie de Thomas Beecham au Her Majesty's Theatre à Londres,.
Pendant la Première Guerre mondiale, elle est infirmière à Londres et fait une propagande zélée de l'art et de la musique française et c'est à sa demande, que sir Thomas Beecham monte à Covent Garden, La Jolie Fille de Perth, de Bizet.
En 1917, elle apparaît comme Desdemona dans Otello de Verdi avec Frank Mullings dans le rôle-titre et Frederic Austin dans celui de Iago. Beecham décrit son portrait de Desdémone comme « la meilleure que je n'ai jamais vu sur n'importe quelle scène ». À Londres, elle interprète Olympia dans les Contes d'Hoffmann d'Offenbach, Zerlina dans Don Giovanni de Mozart et Marguerite dans Faust de Gounod. Sa dernière apparition à Covent Garden est en 1922.
Parmi les autres scènes où elle s'est produite citons l'Opéra-Comique en 1920, dans
le rôle de Mimì de la Vie de Bohème de Puccini et le rôle-titre de Lakmé de Léo Delibes, La Scala de Milan en 1923 et l'Opéra de Paris en 1932 dans le rôle de Marguerite de Faust, le Royal Opera de Lisbonne, le Aldwych Theatre de Londres et la Royal Philharmonic Society .
« Elle a montré qu'elle avait su prendre aux grandes cantatrices cette science parfaite de l'art du chant qui fait que l'artiste domine toujours les moyens humains, dont elle se sert pour faire tout ce qu'elle veut, et rien que ce qu'elle veut, sans effort et sans fatigue pendant une longue soirée. La voix de Mlie Mignon Nevada est belle, pleine, généreuse et d'une souplesse merveilleuse qui lui permet, avec une aisance et une sûreté incomparables, de passer des mélodies sentimentales aux plus brillantes vocalises. Son succès fut très grand, très vif autant que profond et mérité. »
— Le Ménestrel, 9 novembre 1923
.
Plus tard, elle devient professeure de chant. Une de ses élèves est Kyra Vayne (en). Elle meurt à Long Melford.